# Tatarsk
Tatarsk (rusky Тата́рск) je město v Novosibirské oblasti v Ruské federaci. Při sčítání lidu v roce 2010 měl přes čtyřiadvacet tisíc obyvatel.

## Poloha
Tatarsk leží na jihu Západosibiřské roviny jižně od Vasjuganských bažin, na severozápadním okraji Barabinské stepi. Od Novosibirsku, správního střediska celé oblasti, je vzdálen přibližně 450 kilometrů západně.

## Dějiny
Vesnice Staraja Tatarka (Старая Татарка) pojmenovaná po Tatarech zde byla zhruba od 90. let osmnáctého století. V devadesátých letech devatenáctého století tudy byla postavena Transsibiřská magistrála, zdejší úsek z Omsku do Novosibirsku byl uveden do provozu v roce 1896. U zdejšího nádraží vzniklo osídlení zvané Stancionnij (Станционный)
V roce 1911 byla obě sídla sloučena pod jménem Tatarskaja. V roce 1914 byla zprovozněna vedlejší trať, které odtud vede do Kulundské stepi do Slavgorodu.
Městem se stal Tatarsk v roce 1925.